# Азбукин, Николай Васильевич
Николай Васильевич А́збукин (бел. Мікалай Васільевіч Азбукін; 1894, Бобруйск Минской губернии Российской империи — 24 ноября 1943, РСФСР, СССР) — белорусский географ-экономист, краевед, активный деятель Инбелкульта.

## Биография
Происхождение из потомственных дворян. В 1912—1917 гг. учился в Петербургском университете. После университета преподавал географию и естествознание в бобруйской гимназии (1917—1920). Присоединился к белорусскому национальному движению, член комитета Белорусского культурно-просветительного общества в Бобруйске.
Во время польской оккупации в 1919 году арестован. Осенью 1920 года стал директором бобруйской школы имени Янки Купалы. Весной 1921 года вновь арестован уже советскими властями по подозрению в принадлежности к партии белорусских эсеров.
С 1921 года работал в Минске: в Научно-терминологической комиссии Наркомпроса БССР, в Институте белорусского культуры (Инбелкульт), с 1929 года на кафедре географии АН БССР. В книге «География Европы» трактовал Беларусь как самодостаточную страну.
Один из главных организаторов краеведческого движения в Беларуси, учёный секретарь Центральное бюро краеведения при АН БССР, первый редактор белорусского историко-краеведческого журнала «Наш край» (1925). В начале 1928 года в БССР существовала уже 301 краеведческая организация, объединявших 10510 человек.
Активное распространение краеведческого движения, патриотического по своей сути, вызвало обеспокоенность власти, и на краеведов обрушились репрессии. Н. В. Азбукин, как и его близкий друг, профессор и видный деятель белорусского возрождения Аркадий Смолич, был арестован 21 июля 1930 года по делу «Союза освобождения Беларуси» и по постановлению Коллегии ОГПУ БССР от 10 апреля 1931 года по статье 58 п. 4, 7, 10, 11 УК РСФСР выслан на 5 лет в Нолинск (ныне Кировская область), где преподавал в местной школе. В 1934 году переведён в Вятку. Есть непроверенные сведения, что он снова был осужден в 1937 году. Погиб в 1943 году в заключении. Реабилитирован 15 ноября 1957 года Верховным судом БССР.

## Научные работы
- Географія Эўропы. Масква-Ленінград. 1924. С. 393 (в соавторстве с А. А. Смоличем)
- Географія па-заэўрапейскіх краёў. — Менск, 1925
- Населенные местности Западной Белоруссии // Западная Белоруссия. Сб. статей. Мн. 1927. 211 с. — С. 171—194
- Школьная карта Беларусі. — Менск, 1925 (в соавторстве с А. А. Смолічем)
- Нашы мястэчкі (Матэрыялы да геаграфічнага слоўніка) // Наш край. 1925. № 2-3.
- Паселішчы гарадскога тыпу ў БССР / Матар’ялы да геаграфіі і статыстыкі Беларусі / Пад рэд. А. Смоліча. Т1. Мн. 1928.
- Мястэчка Шацак // Наш край. 1927, № 1.